# Андраш Шефер
Андраш Шефер (угор. Schäfer András, нар. 13 квітня 1999, Сомбатгей) — угорський футболіст, півзахисник німецького клубу «Уніон» (Берлін).
Виступав, зокрема, за клуби МТК (Будапешт), «К'єво» та «ДАК 1904», а також національну збірну Угорщини.

## Клубна кар'єра
Народився 13 квітня 1999 року в місті Сомбатгей. Вихованець юнацьких команд футбольних клубів «Грундбалль ПФК», «Галадаш» та МТК (Будапешт).
У дорослому футболі дебютував 2017 року виступами за команду МТК (Будапешт), у якій провів два сезони, взявши участь у 44 матчах чемпіонату. Більшість часу, проведеного у складі МТК, був основним гравцем команди.
Протягом 2019 року захищав кольори клубу «Дженоа».
Своєю грою за останню команду привернув увагу представників тренерського штабу клубу «К'єво», до складу якого приєднався 2019 року. Відіграв за другий за титулованістю клуб з Верони наступний сезон своєї ігрової кар'єри.
До складу клубу «ДАК 1904» приєднався 2020 року. Станом на 9 червня 2021 року відіграв за команду з міста Дунайска-Стреда 21 матч в національному чемпіонаті.

## Виступи за збірні
У 2016 році дебютував у складі юнацької збірної Угорщини (U-18), загалом на юнацькому рівні взяв участь у 8 іграх.
У 2020 році дебютував в офіційних матчах у складі національної збірної Угорщини.
У складі збірної був учасником чемпіонату Європи 2020 року у різних країнах.
| Дата       | Місто         | Господарі         | Результат | Гості      | Турнір                               | Голи | Примітки |
| ---------- | ------------- | ----------------- | --------- | ---------- | ------------------------------------ | ---- | -------- |
| 3-9-2020   | Сівас         | Туреччина         | 0 – 1     | Угорщина   | Ліга націй УЄФА 2020-2021 - 1-й етап | -    | 60'      |
| 11-10-2020 | Белград       | Сербія            | 0 – 1     | Угорщина   | Ліга націй УЄФА 2020-2021 - 1-й етап | -    | 77'      |
| 14-10-2020 | Москва        | Росія             | 0 – 0     | Угорщина   | Ліга націй УЄФА 2020-2021 - 1-й етап | -    | 77'      |
| 15-11-2020 | Будапешт      | Угорщина          | 1 – 1     | Сербія     | Ліга націй УЄФА 2020-2021 - 1-й етап | -    | 78'      |
| 4-6-2021   | Будапешт      | Угорщина          | 1 – 0     | Кіпр       | товариський матч                     | 1    |          |
| 8-6-2021   | Будапешт      | Угорщина          | 0 – 0     | Ірландія   | товариський матч                     | -    |          |
| 15-6-2021  | Будапешт      | Угорщина          | 0 – 3     | Португалія | ЧЄ 2020 - 1-й етап                   | -    | 65'      |
| 19-6-2021  | Будапешт      | Угорщина          | 1 – 1     | Франція    | ЧЄ 2020 - 1-й етап                   | -    | 75'      |
| 23-6-2021  | Мюнхен        | Німеччина         | 2 – 2     | Угорщина   | ЧЄ 2020 - 1-й етап                   | 1    |          |
| 2-9-2021   | Будапешт      | Угорщина          | 0 – 4     | Англія     | Відбір до ЧС 2022                    | -    |          |
| 8-9-2021   | Будапешт      | Угорщина          | 2 – 1     | Андорра    | Відбір до ЧС 2022                    | -    |          |
| 9-10-2021  | Будапешт      | Угорщина          | 0 – 1     | Албанія    | Відбір до ЧС 2022                    | -    |          |
| 12-10-2021 | Лондон        | Англія            | 1 – 1     | Угорщина   | Відбір до ЧС 2022                    | -    | 79'      |
| 12-11-2021 | Будапешт      | Угорщина          | 4 – 0     | Сан-Марино | Відбір до ЧС 2022                    | -    | 57'      |
| 15-11-2021 | Варшава       | Польща            | 1 – 2     | Угорщина   | Відбір до ЧС 2022                    | 1    |          |
| 24-3-2022  | Будапешт      | Угорщина          | 0 – 1     | Сербія     | товариський матч                     | -    | 67'      |
| 29-3-2022  | Белфаст       | Північна Ірландія | 0 – 1     | Угорщина   | товариський матч                     | -    |          |
| 4-6-2022   | Будапешт      | Угорщина          | 1 – 0     | Англія     | Ліга націй УЄФА 2022-2023 - 1-й етап | -    | 21'      |
| 7-6-2022   | Чезена        | Італія            | 2 – 1     | Угорщина   | Ліга націй УЄФА 2022-2023 - 1-й етап | -    | 71' 87'  |
| 14-6-2022  | Вулвергемптон | Англія            | 0 – 4     | Угорщина   | Ліга націй УЄФА 2022-2023 - 1-й етап | -    |          |
| Усього     |               | Матчів            | 20        |            | Голів                                | 3    |          |